# Leszek Żądło (muzyk)
Leszek Żądło (ur. 4 kwietnia 1945 w Krakowie) – saksofonista, flecista i kompozytor jazzowy polskiego pochodzenia, zamieszkały na stałe w Niemczech.

## Życiorys
Studiował kierunki muzyczne w Krakowie, Wiedniu i Grazu. Obecnie wykłada na uczelniach muzycznych w Würzburgu (od 1986) i Monachium (od 1991). Pierwszy zespół, Leszek Żądło Ensemble, założył w 1972 roku, a w 1983 r., już w Niemczech, pod jego kierunkiem rozpoczął działalność Polish Jazz Ensemble.
Muzyczny dorobek Leszka Żądło to ponad 80 płyt, w których nagraniu uczestniczył, nagrania radiowe i telewizyjne, liczne koncerty, także charytatywne (m.in. w celu organizowania pomocy dla Polaków podczas trwania stanu wojennego), organizacja warsztatów dla młodych muzyków w Niemczech i w Polsce. Długoletni przewodniczący Stowarzyszenia na Rzecz Porozumienia Niemiecko-Polskiego, promującego inicjatywy społeczno-kulturalne.
Leszek Żądło był trzecim i ostatnim partnerem życiowym polskiej aktorki Barbary Kwiatkowskiej-Lass, znanej między innymi z filmów Ewa chce spać i Jowita.